# 新時代冠帽公司
新時代冠帽公司（英語：New Era Cap Company）是一家於1920年在美國成立的頭飾公司，總部位於紐約州水牛城。新時代在其投資組合中擁有500多個不同的許可證。自1993年以來，他們一直是美國職棒大聯盟（MLB）的獨家棒球帽供應商，現在也有幫很多企業、球隊等推出專屬的帽款。

## 歷史
1920年，埃拉哈特·科赫（Ehrhardt Koch）向姐姐蘿斯（Rose）借了1,000美元，並從他的同事喬（Joe）借了1,000美元，並創立了自己的帽子公司，即「E. Koch Cap Company」。事業從紐約水牛城的Genesee街1830號三樓開始。該公司最初擁有14名員工，其中包括科赫的姐姐羅斯，科赫的兒子哈羅德（Harold）和蘿斯的兒子威利·多馬（Wally Domas）。1920年，該公司生產了60,000頂帽子。
1934年，新時代開始為克里夫蘭印地安人生產球帽，這是他們首個美國職棒大聯盟（MLB）的合約。1954年，公司對帽子進行現代化與重新設計，並由科赫命名為59Fifty，又稱「布魯克林風格」帽，他在擔任新時代負責人的同時進行了許多設計改進和創新。到1965年，新時代已經為20支MLB球隊中的10支提供了蓋帽。1993年，新時代獲得了MLB的第一份獨家許可，可以為其所有（當時為28個，現在為30個）球隊生產棒球帽。
克里斯·科赫（Chris Koch）在2001年被任命為執行長。在2010年代，儘管新時代一直與棒球相關，但該公司專注於研究足球和其他體育聯賽。 2012年，它獲得了美國國家橄欖球聯盟（NFL）的全部獨家副業權利。2013年，新時代與澳洲板球比賽的Bash League正式簽約，成為他們的官方帽子供應商。2015年，新時代與曼徹斯特聯足球俱樂部簽定了另一筆交易。 2017年，新紀元簽署了NBA場上產品的專有權。這使新時代成為第一家同時擁有MLB、NFL和NBA專有權的頭飾公司。

## 外部連結
- 官方网站